# Kolesa
Kolesa (dříve také Kolesy nebo Kolešov) je malá vesnice, nyní část obce Kladruby nad Labem v okrese Pardubice. Nachází se asi 3 km na sever od Kladrub nad Labem. V roce 2009 zde bylo evidováno 47 adres. V roce 2001 zde trvale žilo 120 obyvatel.
Kolesa je také název katastrálního území o rozloze 7,87 km2.

## Historie
Ves se poprvé připomíná roku 1299 pod latinským tvarem názvu Collessi, když ji král Václav II. spolu s jinými vesnicemi prodal Dětochovi z Třebelovic, majiteli Žiželic a hradu Hořepníka, který tím rozšířil své východočeské panství. Roku 1379 se ves již nazývá česky Kolessa. Etymologie názvu není jednoznačná, Antonín Profous uvažoval o možnostech mezi lesy (kolem lesa), nebo  podle majitele Kolesův dvůr.

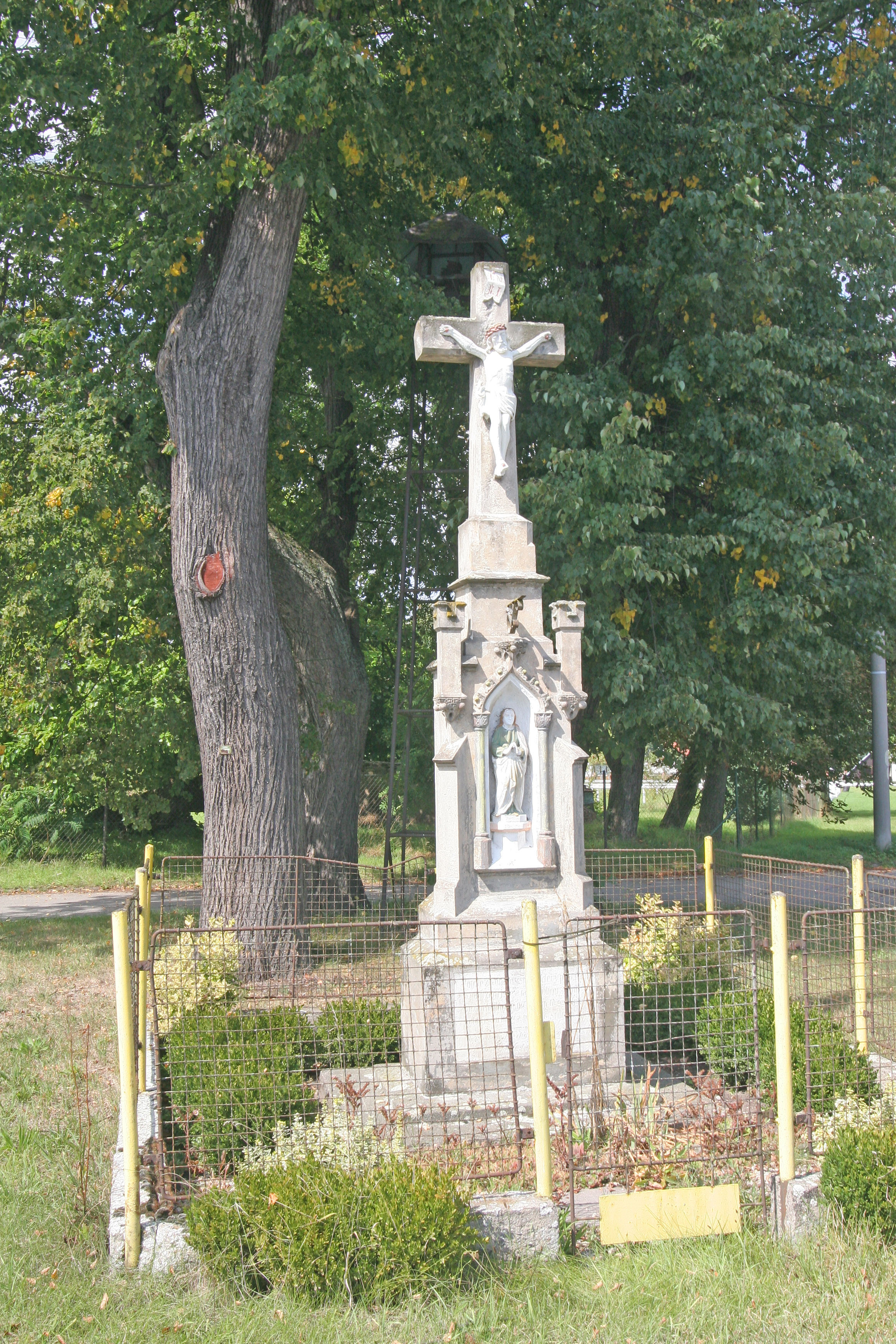
Boží muka

Ve 14. a 15. století ves náležela pod církevní správu  kolínského děkanátu a měla svůj farní kostel. Kostel byl za třicetileté války vypálen, fara pak přeložena do Kladrub nad Labem a kostel roku 1699 zbořen. Zvony z něj byly přeneseny do kostela Nejsvětější Trojice v Chlumci nad Cidlinou. Ves rovněž zanikla a obnovena byla teprve počátkem 19. století poté, co byl poplužní dvůr emfyteutickým právem rozprodán na parcely. V roce 1835 měla vesnice Koless 101 obyvatel ve 14 domech, jednu myslivnu a byla přifařena k obci Vápno. V roce 1890 bylo domů již 22 a obyvatel 120.

## Památky
- kamenná Boží muka z poloviny 19. století
- Hostinec
- dřevné roubenky z 19. století